# FC Olympique Eischen
Der Football Club Olympique Eischen war ein Fußballverein aus der luxemburgischen Gemeinde Hobscheid mit ca. 120 Mitgliedern.

## Geschichte
1917 unter seinem heutigen Namen gegründet, hieß der Klub während der deutschen Besatzung im Zweiten Weltkrieg ab 1940 FK Eischen. 1944 erfolgte die Rückbenennung in FC Olympique.
Der Verein spielte von 1980 bis 1983 sowie 1984 bis 1989 in der höchsten luxemburgischen Liga, der Nationaldivision. Nach dem Abstieg 1989 folgte ein Sturz bis in die Fünftklassigkeit. 2003 spielte Olympique Eischen drittklassig.
Im Jahre 2007 fusionierte der FC Olympique Eischen mit dem Nachbarverein CS Hobscheid zu dem neu gegründeten FC Alliance Aischdall 07.

## Erfolge
Die größten Erfolge der Vereinsgeschichte waren der Aufstieg in die  Nationaldivision 1980 sowie das Erreichen des nationalen Pokalendspiels ein Jahr später, welches mit 0:5 gegen Rekordmeister Jeunesse Esch verloren wurde.